# Mastigobryum novae-hollandiae
Mastigobryum novae-hollandiae là một loài rêu tản trong họ Lepidoziaceae. Loài này được (Nees ex Hook. f. & Taylor) Nees miêu tả khoa học lần đầu tiên năm 1845.